# Helminthosphaeria pilifera
Helminthosphaeria pilifera är en svampart som tillhör divisionen sporsäcksvampar, och som beskrevs av Martina Réblová. Helminthosphaeria pilifera ingår i släktet Helminthosphaeria, och familjen Helminthosphaeriaceae. Arten är reproducerande i Sverige.